# Derby Central Library

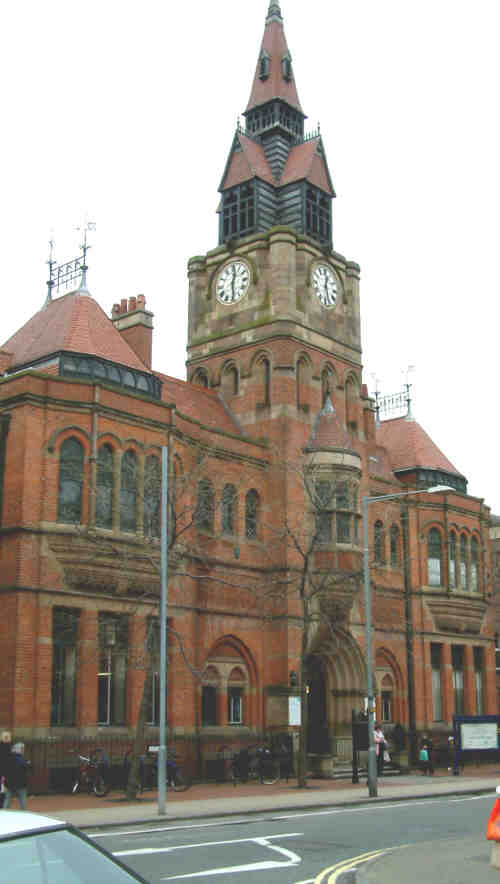
Facciata

La Derby Central Library è stata costituita nel 1879 assieme al Derby Museum and Art Gallery e posta in un edificio di mattoni rossi, progettato in stile gotico decorato da Richard Knill Freeman e donata a Derby da Michael Thomas Bass. E la principale biblioteca pubblica di Derby e la biblioteca di riferimento, la più grande filiale della Derby City Libraries gestita dalla autorità unitaria che governa la città.

## Storia
Prima del Public Libraries Act del 1850 esistevano un certo numero di biblioteche itineranti a Derby; di solito queste biblioteche erano gestite da librai e si basavano sul pagamento di una sottoscrizione da parte dei soci.
La prima libreria "permanente" a Derby fu fondata nel 1811 a Queen Street: questa libreria era aperta a persone che dagli anni trenta del secolo potevano permettersi di acquistare una quota di quattro ghinee e pagare un abbonamento annuale di un'altra ghinea; nel 1832 questa biblioteca aveva 84 membri. La collezione di libri incorporava anche i 4.000 volumi della libreria della Derby Philosophical Society. Nel 1863 il botanico Alexander Croall fu nominato primo bibliotecario e curatore e l'anno successivo il museo e la biblioteca furono uniti. Croall lasciò nel 1875 per diventare il curatore del Stirling Smith Museum and Art Gallery..
Anche se la possibilità era stata presa in considerazione dal consiglio comunale, il comune di Derby non si avvalse dei vantaggi dei poteri forniti dalla legge del 1850 per alcuni anni. Poi nel 1878 il settimo Duca di Devonshire donò la sua collezione di libri e carte sul Derbyshire al Comune. Un edificio adatto ad accogliere questo materiale si rese necessaria, ma solo l'anno successivo il Comune fu in grado di fornire al popolo di Derby un servizio biblioteca gratuito, grazie al dono del munifico Michael Thomas Bass.
Sabato 28 giugno 1879 Mr. Bass inaugurò ufficialmente il Derby Free Library and Museum, avvenimento che fu alla base di grande festa nella città. La cerimonia comprese un ricevimento ufficiale dato da Bass alla Midland Railway Station seguito da un pranzo elegante al Midland Hotel e una processione al Market Place, lungo strade decorate piene di una folla entusiasta. Bass giunse poi in municipio per un incontro col sindaco ed infine la festa terminò presso la biblioteca stessa, che il filantropo visitò prima di tornare sui suoi passi e dichiarare l'edificio aperto.
La collezione di libri offerti dalla nuova biblioteca includeva la collezione Devonshire così come il contenuto della Permanent Library e della Philosophical Society. Nel settembre 1898 la raccolta di libri per il prestito arrivava a quasi 20.000 volumi.
Nel 1914 la casa del curatore a fianco della biblioteca fu demolita per far posto ad un ampliamento dell'edificio, destinato ad ospitare la Bemrose Library, recentemente acquisita. Questo fondo, già di proprietà di sir Henry Howe Bemrose era stato acquistato dopo una pubblica raccolta di fondi.
Nel 1964 il Museum and Art Gallery si ampliò con un'ala di recente costruzione sulla The Strand, ma l'edificio originale del XIX secolo fu mantenuto, ancora condiviso tra la Biblioteca e il Museo.